# Inayati-Orden

Das geflügelte Herz des Sufi-Ordens

Der Inayati-Orden, bis 2016 Internationaler Sufi-Orden, wurde vom indischen Musiker und Religionsgelehrten Hazrat Inayat Khan mit rechtlichem Statut 1917 in London gegründet. Ab 1926 wurde der Orden mit Hauptsitz in Suresnes (Frankreich) von Inayat Khans Sohn Pir Vilayat Inayat Khan geleitet. Inayat Khan konzipierte den Orden als Teil der Sufi-Bewegung, der alle initiierten Mitglieder umfasste, die hier in mehreren Phasen einen Einweihungsweg durchliefen. 
Der Orden agiert unter dem Dachverband Federation of the Sufi Message.

## Geschichtliche Entwicklung
Der Tod Inayat Khans 1927 führte zu einem Streit über seine Nachfolge und schließlich zu einem Schisma, welches die unabhängige Entwicklung der International Sufi Movement und des Sufi Order International einleitete. Wo es anfänglich Inayat Khan als große Integrationsfigur vermochte, die unterschiedlichen Teile des enorm expandierenden Ordens zusammenzuhalten, so schaffte es in den 1930er Jahren niemand mehr die inneren Machtkämpfe beizulegen und die Einheit der Bewegung zu verteidigen. Der älteste Sohn Inayat Khans, den sein Vater noch zu Lebzeiten als seinen Nachfolger bestimmt hatte, Pir Vilayat Khan übernahm aber erst 1957 die Leitung des Ordens der Sufi-Bewegung. Er löste den Orden sehr bald von den administrativen Strukturen der Bewegung und führte ihn somit in die Unabhängigkeit. Die Internationale Sufi-Bewegung betrachtete er als Konkurrenzorganisation und seinen Orden als „wahres“ Erbe seines Vaters. Bei Betrachtung der inneren Struktur (siehe unten) und der Lehre des Ordens im Vergleich zur Internationalen Sufi-Bewegung lassen sich nur sehr geringe Unterschiede nachweisen. Beide Organisationen haben die gleiche Tradition und annähernd gleiche Lehre und Praxis. Die Gründung des Dachverbandes „Federation of the Sufi Message“ förderte zwar eine gewisse Kommunikation und Kooperation zwischen beiden Organisationen. Die Verantwortlichen des Internationalen Sufi-Ordens haben sich jedoch aus nicht genannten Gründen noch nicht entschlossen, diesem Dachverband beizutreten.
Im Jahr 2001 übertrug Pir Vilayat Khan die Leitung des Internationalen Sufiordens an seinen Sohn Zia Inayat Khan. Pir Vilayat Khan starb 2004 im Alter von 88 Jahren im Hause seines Vaters in Suresnes bei Paris. Seitdem führt sein Sohn alle Aktivitäten und Seminare seines Vaters weiter, unter anderem das seit 35 Jahren stattfindende Sommerretreat-Camp in den Schweizer Alpen.

## Struktur und Aktivitäten des Ordens
Die nachfolgende Darstellung bezieht sich sowohl auf den Inayati-Orden, als auch auf die Internationale Sufi-Bewegung, da die Struktur in beiden Fällen sehr ähnlich ist.

### Esoterische Schule
Das Herzstück der Bewegung bildet die esoterische Schule bzw. der Orden, in dem sich die Schüler ihrem spirituellen Training widmen. Dabei durchläuft der Schüler einen Einweihungsweg, der jeweils mit einer Initiation in eine höhere Klasse verbunden ist. Auch diejenigen, welche sich nicht durch eine Initiation binden möchten, sind eingeladen, an Unterricht oder Vorlesungen teilzunehmen. Ob dies auch für höhere Klassen gilt bleibt fraglich. Die Ziele sind Training und Führung der Schüler auf ihrem „spirituellen“ Weg. Es wird stets die Freiwilligkeit aller Beteiligten betont. Keine Übung ist verpflichtend. Keiner ist gezwungen sich initiieren zu lassen. Derjenige Schüler, der dies jedoch wünscht, sollte sich einem spirituellen Führer anvertrauen. Bei der Initiation spielt die Religionszugehörigkeit der Schüler keine Rolle.

### Universeller Gottesdienst
Der universelle Gottesdienst geht ursprünglich auf die Theosophin und spätere Schülerin der Sufi-Bewegung Sophia Saintsbury-Green zurück. Er ist für Menschen aller Konfessionen und Religionen konzipiert und jeder kann daran teilnehmen. Im Verlauf des Gottesdienstes wird aus den Heiligen Schriften der großen Weltreligionen gelesen. Durch diesen interreligiösen Vergleich soll die wahre, einheitliche Essenz aller Religionen offengelegt werden, um die Einheit in der Verschiedenheit der großen Religionen deutlich zu machen.
Der Gottesdienst, der von einem „Cherag“ (Priester) gehalten wird, besteht im Wesentlichen aus drei Teilen:
1. Abbrennen von sechs Kerzen auf dem Altar. Dabei symbolisiert jede Kerze eine Weltreligion. Die siebente Kerze ist in der Mitte platziert und erhebt sich als „Gotteslicht“ über alle anderen. Auf dem Altar befinden sich außerdem die jeweiligen heiligen Schriften der Weltreligionen.
2. Lesung aus den heiligen Schriften zur Erkenntnis der „Einheit in der Vielheit“.
3. Einstellung auf den „Geist“ jeder Religion durch Tanzen, Singen, Beten und Meditieren.

### Bruder- bzw. Schwesternschaft
Die Bruder- und Schwesternschaft umfasst im Wesentlichen den Kreis der initiierten Murīdūn (Novizen). Er bildet quasi den Lebenskern des Sufi-Netzwerkes, von dem zahlreiche Aktivitäten ausgehen. Das Ziel der Schüler ist es Liebe, Harmonie und Schönheit auch über die Ordensgrenzen hinaus zu tragen. Aufgrund dieser Motivation haben sich zahlreiche Projekte gebildet, zum Beispiel Armenküchen, Zentren für Lebensberatung und Gesundheit, Kunst-Netzwerke, Entwicklungshilfeprojekte.

### Heilorden
Der Heilorden beschäftigt sich mit allen Aspekten des spirituellen Heilens. Das Ziel solcher Orden ist es, Kranke, die darum gebeten haben, mit Hilfe göttlicher Kraft zu unterstützen und ihre Selbstheilungskräfte anzuregen. Dies soll begleitend zu einer Behandlung durch die evidenzbasierte Medizin geschehen.

### Zira’at
Dieser Bereich scheint insgesamt für Außenstehende kaum einsichtig zu sein. Auf den Internetseiten der Bewegung wird hierzu wenig konkret von „Planetary consciousness“ gesprochen, das heißt die Erkenntnis der Göttlichkeit der Natur und der Willen zu ihrer Erhaltung. Diese Einsicht zur Gründung des „Ziraat“ soll Inayat Khan 1927 gehabt haben. Seitdem wurden regelmäßig zeremonielle Veranstaltungen abgehalten, um die Schönheit und Göttlichkeit der Natur zu erfahren. Später gründeten sich vor allem in den USA zahlreiche Gruppen, die auch aktiven Umweltschutz praktizierten.
Ein damit verbundenes Schlagwort ist „Erdheilung“. In Ritualen, die aus dem Zoroastrismus und indigenen Religionen stammen, soll, ähnlich wie im Heilorden dem einzelnen Menschen, dem Planeten Erde heilende, göttliche Kraft vermittelt werden.

### Ritterschaft des Herzens
Diese Aktivität wurde 2010 wieder belebt und umfasst ein Kodex für makelloses Verhalten und edles Benehmen. 40 Regeln werden intensiv studiert und praktiziert für ein harmonisches Miteinander. Es ist ein Weg der inneren Autorität und der inneren Wahrheit. Die Bedeutung der Ritterschaft besteht darin, dass die Menschen in einer Welt voller Konflikt und Disharmonie befähigt werden, den Herausforderungen des Lebens zu begegnen. 